# Рейчъл се омъжва
„Рейчъл се омъжва“ (на английски: Rachel Getting Married) е американски романтичен драматичен филм от 2008 г. на режисьора Джонатан Деми. Премиерата е на 3 септември 2008 г. на кинофестивала във Венеция, а по кината в САЩ филмът излиза на 3 октомври 2008 г.

## Актьорски състав
| Актьор         | Роля   |
| -------------- | ------ |
| Ан Хатауей     | Ким    |
| Роузмари Деуит | Рейчъл |
| Бил Ъруин      | Пол    |
| Тунде Адебимпе | Сидни  |
| Матер Цикел    | Кийран |
| Ана Дивир Смит | Каръл  |
| Дебра Уингър   | Аби    |
| Себастиан Стан | Уолтър |

## Награди и номинации
| Категория                           | Номиниран(и)                | Резултат                    |
| Оскар (22 февруари 2009 г.)         | Оскар (22 февруари 2009 г.) | Оскар (22 февруари 2009 г.) |
| ----------------------------------- | --------------------------- | --------------------------- |
| Най-добра женска роля               | Ан Хатауей                  | номинация                   |
| Златен глобус (11 януари 2009 г.)   |                             |                             |
| Най-добра актриса в драматичен филм | Ан Хатауей                  | номинация                   |
| Сателит (14 декември 2008 г.)       |                             |                             |
| Най-добра актриса в поддържаща роля | Роузмари Деуит              | награда                     |
| Най-добра актриса в драматичен филм | Ан Хатауей                  | номинация                   |